# Чиммі Фадден (фільм, 1915)
Чиммі Фадден (англ. Chimmie Fadden) — американська кінокомедія режисера Сесіл Б. ДеМілль 1915 року.

## Сюжет
Хулігана Чиммі рятує від помилкового арешту дочка мільйонера Фанні. Вона приймає його, його брата і мати на роботу, в ролі прислуг.

## У ролях
- Віктор Мур — Чиммі Фадден
- Реймонд Гаттон — Ларрі, його брат
- місіс Льюїс МакКорд — місіс Фадден, його мати
- Ернест Джой — Ван Картландт, мільйонер
- Аніта Кінг — Фанні, дочка мільйонера
- Камілль Естор — Гортензія, французька покоївка
- Том Форман — Антуан, дворецький-злодій
- Гаррі ДеРой — Перкінс, дворецький